# Luigi Gottifredi
Luigi Gottifredi (3 de maio de 1595 – 12 de março de 1652) foi um padre jesuíta italiano, nono superior geral de 21 de janeiro a 12 de março de 1652.